# Ernest Jaspar
Pour les articles homonymes, voir Jaspar.

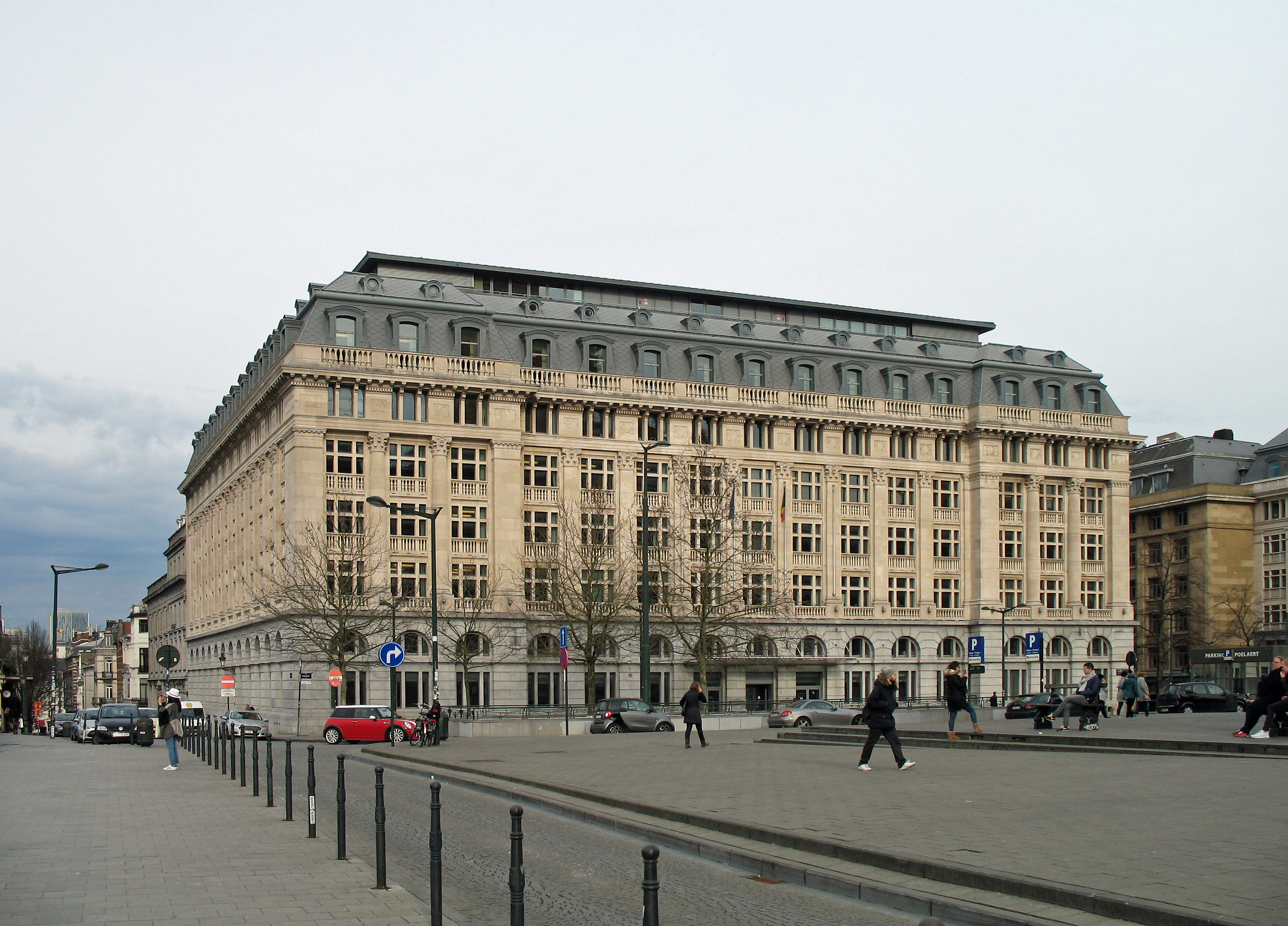
Une réalisation d'Ernest Jaspar : l'hôtel La Régence, Place Poelaert 3 à Bruxelles ; actuellement Tribunal et Cour du Travail.

Le baron Ernest Jaspar (Schaerbeek 5 janvier 1876 - Bruxelles 19 août 1940) est un architecte éclectique belge spécialisé dans la construction de villes nouvelles en Egypte, au Congo et en Inde.

## Biographie
Ernest Maximilien Jaspar est le fils de Pierre Jaspar et d'Elisabeth Haeseleer. Il appartient à une grande dynastie bourgeoise de Belgique, notoire dans le monde politique belge. Dans la seconde moitié du XIXe siècle, son père a participé aux grands travaux voulus par le roi Léopold II de Belgique. En juillet 1900, il épouse Marguerite Coopman (1878-1959), fille du poète flamand Theophiel Coopman. Ils ont parmi leurs six enfants, le futur ministre et diplomate Marcel-Henri Jaspar.  Il a comme frères Henri Jaspar qui a été Premier ministre de Belgique et Jules Jaspar, diplomate et résistant pendant la Seconde Guerre mondiale dans le réseau Orchestre rouge.
Il se forme à l'Académie royale des beaux-arts de Bruxelles de 1893 à 1898. Jaspar y remporte un premier prix au cours d'histoire et d'architecture. Il a notamment comme professeur Joseph Naert, spécialiste du style éclectique néo-renaissant.
Il commence sa carrière professionnelle au côté de l'architecte Ernest Acker qui l'engage. Il contribue ainsi à l'édification du pavillon belge à l'Exposition universelle de Paris de 1900. Au cours de sa carrière d'architecte, Ernest Jaspar fera preuve d'un grand cosmopolitisme n'hésitant pas à se lancer dans des projets importants en Egypte, Inde et au Congo belge. Au cours de vacances familiales à Westende, il fait la connaissance de Léon Rolin, qui possède une entreprise importante de construction au Caire. Cette rencontre déterminante pour sa carrière lui permet de voyager en Italie, Grèce, Turquie, Palestine et Egypte.
En Egypte, il fait la connaissance d'Édouard Empain, grand industriel belge passionné par l'Egypte. En 1906, ce dernier fait appel à Ernest Jaspar (qui a alors à peine trente ans) comme architecte principal de la ville nouvelle d'Héliopolis à proximité du Caire. Ernest Jaspar s'installe ainsi au Caire avec sa famille. De 1906 à 1914, il édifie notamment l'école du Sacré-Cœur, le Palace Hôtel, la mosquée du Khédive, des villas, les immeubles à arcade du boulevard Abbas et du boulevard Circulaire d'Héliopolis.
Du printemps 1916 jusqu'en 1919, la famille Jaspar s'installe au Pouldu en Bretagne, notamment pour permettre à ses enfants de suivre un enseignement de qualité à Paris. Il revient ensuite en Belgique.
En 1928, Il construit l'hôtel des Volcans à Goma (Congo belge) pour Édouard Empain qui devait préfigurer la création d'une ville coloniale de loisirs. Le krach boursier de 1929 et le décès d'Édouard Empain allait mettre fin à ce projet. En 1931, le nizam d'Hyderabad, sultan du plus grand état vassal de la Grande-Bretagne en Inde, fait appel à lui pour édifier l'Université d'Hyderabad. Ce projet l'occupera jusqu'en 1938.
Ernest Jaspar adaptait son style en fonction des lieux où se situaient ses édifices. Il faisait preuve d'un grand éclectisme en mélangeant l'Art nouveau, l'Art déco, le style académique des beaux-arts en y superposant les traditions architecturales locales, notamment les éléments arabisants en Egypte et indo-musulmans en Inde. Ses derniers projets belges, à la fin des années 1930, marquent une rupture dans son style architectural qui devient moderniste.

## Réalisations
- 1900 : maison située au 137, avenue Édouard Ducpétiaux à Bruxelles[6].
- 1905 : maison située au 51, rue de l'Abbaye à Bruxelles[6].
- 1906-1914 : construction de la ville nouvelle d'Héliopolis.
- 1919 : presbytère situé au 5, Geluveldplaats à Geluveld[7].
- 1919 : villa, rue Léo Errera à Uccle.
- 1922 : Fondation Universitaire, rue d'Egmont n°11 à Bruxelles.
- 1928 : hôtel de La Régence, place Poelaert, n°3.
- 1928 : hôtel des Volcans à Goma (Congo belge).
- 1930 : Pavillon pour l'Exposition universelle d'Anvers.

## Hommages et distinctions
Ernest Jaspar obtient concession de noblesse héréditaire ainsi que le titre personnel de baron le 11 avril 1940, soit peu de jours avant l'invasion allemande et quatre mois avant sa mort.
Parmi les nombreuses distinctions qui lui ont été décernées, il est :
- Commandeur de l'ordre de la Couronne (Belgique) ;
- Officier de l'ordre de Léopold (Belgique) ;
- Chevalier de la Légion d'honneur (France) ;
- Commandeur de l'ordre du Nil (Égypte).